# Helmichis
Helmichis také Elmechi (6. století – 572 Ravenna) byl langobardský šlechtic a voják, milenec královny Rosamundy.
Byl štítonošem a panošem panovníka, pěstoun langobardského krále Alboina. Alboinova vláda byla krutá, v langobardsko-gepidské válce zabil Kunimunda, otce Rosamundy, kterou následně přinutil pít z poháru vyrobného z lebky jejího otce. Helmichis, králův panoš a Rosamundin milenec za toto příkoří spáchané na Rosamundě, zorganizoval společně s Rosamundou spiknutí proti Alboinovi. Toto spiknutí bylo úspěšné, přičemž král Alboin byl zavražděn. Kdo vraždu spáchal, není z dochovaných zdrojů zřejmé. Současník Jan z Biclara napsal, že Alboina zavraždili na popud královny Rosamundy jeho stoupenci ve Veroně. Marius z Avenches napsal, že vraždu provedl Helmichis. Totéž v 8. století napsal langobardský historik Paulus Diaconus. Origo Gentis Langobardorum ze 7. století uvádí, že Alboina zabili Helmichis s Rosamundou na popud Peredea, což naznačuje i kodex Historia Lombardorum Gothani, který uvádí, že Peredeo byl „strážcem komory“, a jeho role byla pouze vpustit skutečného vraha do královské komory, kterým byl Helmichis s Rosamundou.
Po vraždě krále se po dobu tří měsíců Helmichis spolu s Rosamundou pokoušel zmocnit se trůnu, ale rozhořčené obyvatelstvo nad vraždou krále mu neumožnilo trůn uzurpovat. Oba spiklenci s Albsuindou, dcerou Alboina z prvního manželství před rozbouřeným lidem museli uniknout do exilu k byzantskému exarchovi Longinovi do Ravenny. Při útěku se nalodili i s celým langobardským pokladem.
Helmichis byl do Rosamundy zamilovaný a tak se Rosamunda v Ravenně stala Helmichisovou manželkou. Oproti tomu se Longinus chtěl zmocnit langobardského pokladu a tak začal Rosemundu přesvědčovat, aby Helmichise zabila a stala se jeho manželkou. Rosamunda byla náchylná ke všem špatnostem a tak s vraždou souhlasila, toužila stát se paní Ravenny. Když Helmichis po koupeli vcházel do místnosti, podala mu pohár vína s jedem, o kterém tvrdila, že se jedná o lék. Když Helmichis cítil, že vypil pohár smrti, s taseným mečem donutil Rosemundu vypít zbytek poháru. Oba zemřeli v jediném okamžiku.